# 1614 az irodalomban
Az 1614. év az irodalomban.

## Események
- Ben Jonson komédiája, a Bartholomew Fayre: A Comedy (Szent Bertalan vására) bemutatója Londonban.

## Halálozások
- május 28. – Hajnal Mátyás, az első magyar jezsuita írónemzedék tagja (* 1578)
- július 15. – Brantôme, Pierre de Bourdeille francia író, a 16. századi francia udvari élet krónikása (* 1540 körül)
- 1614 körül – Mateo Alemán spanyol író, a Guzmán de Alfarache című pikareszk regény szerzője (* 1547 körül)